# Block10
Block10 è un collettivo di registi, fotografi, editori, grafici e stilisti che nasce a Milano nel 2002 dal progetto di Luca Merli con l'obbiettivo di creare video musicali, foto, film, cortometraggi, documentari e pubblicità di qualità. La scelta del nome è casuale, era la sigla sul citofono della prima sede del collettivo, mai cambiato e adottato fin dall'inizio come nome ufficiale del gruppo.
Negli anni le collaborazioni con creativi, film maker, artisti e musicisti sono state molteplici. Continuando ad alimentare quella ricerca di innovazione che ne ha contraddistinto la nascita, Block10 ha prodotto e realizzato video musicali (tra cui Subsonica "Nuvole Rapide", Planet Funk "The Switch", Caparezza "Torna Catalessi", Sigmatibet "Free", Pacifico "dal Giardino Tropicale" per citarne alcuni); pubblicità nazionali e internazionali (tra cui Persol, Nike, Gas Jeans, TIM, Nescafé, Hanse Merkur, Kellogg's Special K, Nintendo), life style documentary (Locals, Tasty Water e New City distribuiti da Entry (Inside Snowboard Magazine) e da On Board Italia), il cortometraggio The Bear And The Bee e il film di surf Onde Nostre, film sul surf italiano girato interamente in 16 mm nel 2010 e il film sui protagonisti, aristi e shaper legati alla surf culture Italiana Ritratti di Surf (2013) e il film Peninsula in uscita a giugno 2014.
La crew più recente è composta da Luca Merli (regista e fotografo), Giovanni Barberis (montatore e film maker), Roberta Rusconi (stylist e redattrice di moda).